# 1596 Itzigsohn
1596 Itzigsohn (1951 EV) là một tiểu hành tinh vành đai chính được phát hiện ngày 8 tháng 3 năm 1951 bởi M. Itzigsohn ở La Plata.